# 甲子園会館
甲子園会館（こうしえんかいかん）は、兵庫県西宮市にある近代建築。フランク・ロイド・ライトの愛弟子遠藤新の設計により、1930年に甲子園ホテルとして竣工した。しかし太平洋戦争の激化によりホテルとして営業したのはわずか14年である。1965年より武庫川学院の所有、武庫川女子大学の学舎として利用されている。2007年に国の近代化産業遺産に認定、2009年に国の登録有形文化財に登録された。
周囲は西宮七園の一つ、甲子園地区の上甲子園地区に当る。武庫川右岸の堤防に沿って邸宅の並ぶ高級住宅街であり、その中でもひときわ目立つランドマークとなっている。

## 甲子園ホテル
甲子園ホテルは、1930年、関西屈指のリゾートホテルとして西宮市の武庫川沿いに開業した。フランク・ロイド・ライトの意匠を継承する独創的な名建築で、屋根には淡路産の緑の瓦、日華石とタイル（「泰山タイル」）の壁、ホールの光天井に市松格子の障子、シンボルの打出の小槌のオーナメントなど、洋式建築に巧みに「和」の要素が取り入れられ、華麗でモダンな姿は「東の帝国ホテル、西の甲子園ホテル」と並び称された。皇族、閣僚をはじめ、文化人や海外の要人が宿泊。大リーガーのベーブ・ルースらも利用し、舞踏会では作曲家山田耕筰がオーケストラを指揮したといわれる。
しかし太平洋戦争の激化で1944年に国に接収され、海軍病院となった。終戦後は、アメリカ進駐軍の将校宿舎として10年にわたって使われ、その後は旧大蔵省が管理。1965年「由緒ある建物を管理保存したい」と、学校法人「武庫川学院」が国から譲り受け、同学院甲子園会館と名付け、一部改修して教室として利用。見学者を受け入れ、近年は市民向けオープンカレッジとしても活用されている。
建物は、平成20年度の県の景観形成重要建造物に指定。2013年（平成25年）度のDOCOMOMO JAPAN選定 日本におけるモダン・ムーブメントの建築にも選出された。

## 沿革
- 1930年 - 甲子園ホテルとして竣工。当初甲子園球場付近に建設される予定であったが、武庫川と国道2号線に囲まれてやや小高い現在の敷地に変更された。竣工後、帝国ホテルの総支配人だった林愛作が甲子園ホテルに移り支配人となった。戦前は「東の帝国ホテル、西の甲子園ホテル」と並び称される超一流ホテルだった。
- 1944年 - 海軍病院として接収される。
- 1945年 - アメリカ進駐軍に接収され、将校の宿舎とクラブとなる。
- 1957年 - 進駐軍撤収に伴い国有財産となり、大蔵省の管理下に置かれる。
- 1965年 - 武庫川学院の所有となる。武庫川学院は、周辺敷地を買収して武庫川女子大学上甲子園キャンパスとするとともに、旧甲子園ホテルの大規模改修を行い、学舎として再生。
- 1990年 - 市民に対する生涯学習の場としてのオープンカレッジと、生活美学研究所が設置。
- 2006年 - 武庫川女子大学建築学科・建築学専攻の学舎となる。
- 2007年 - 国の近代化産業遺産に認定される。
- 2008年 - 第17回BELCA賞をロングライフ部門で受賞する。
- 2009年 - 国の登録有形文化財に登録される。

## アクセス

### 所在地
- 〒663-8121 兵庫県西宮市戸崎町1-13

### 交通
- JR神戸線（東海道本線）「甲子園口駅」徒歩約10分
- 阪神本線「甲子園駅」から阪神バスJR甲子園口行きバス約10分「戸崎町」停留所下車、徒歩約3分

## ギャラリー

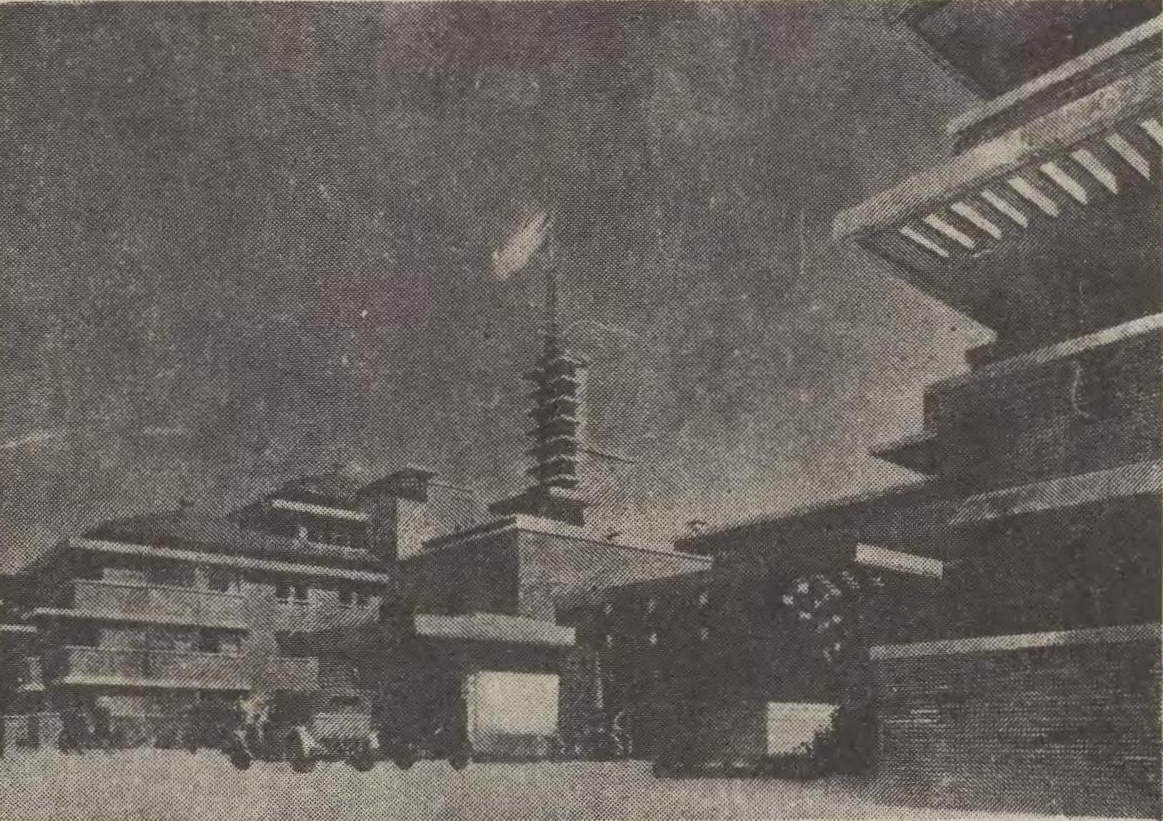
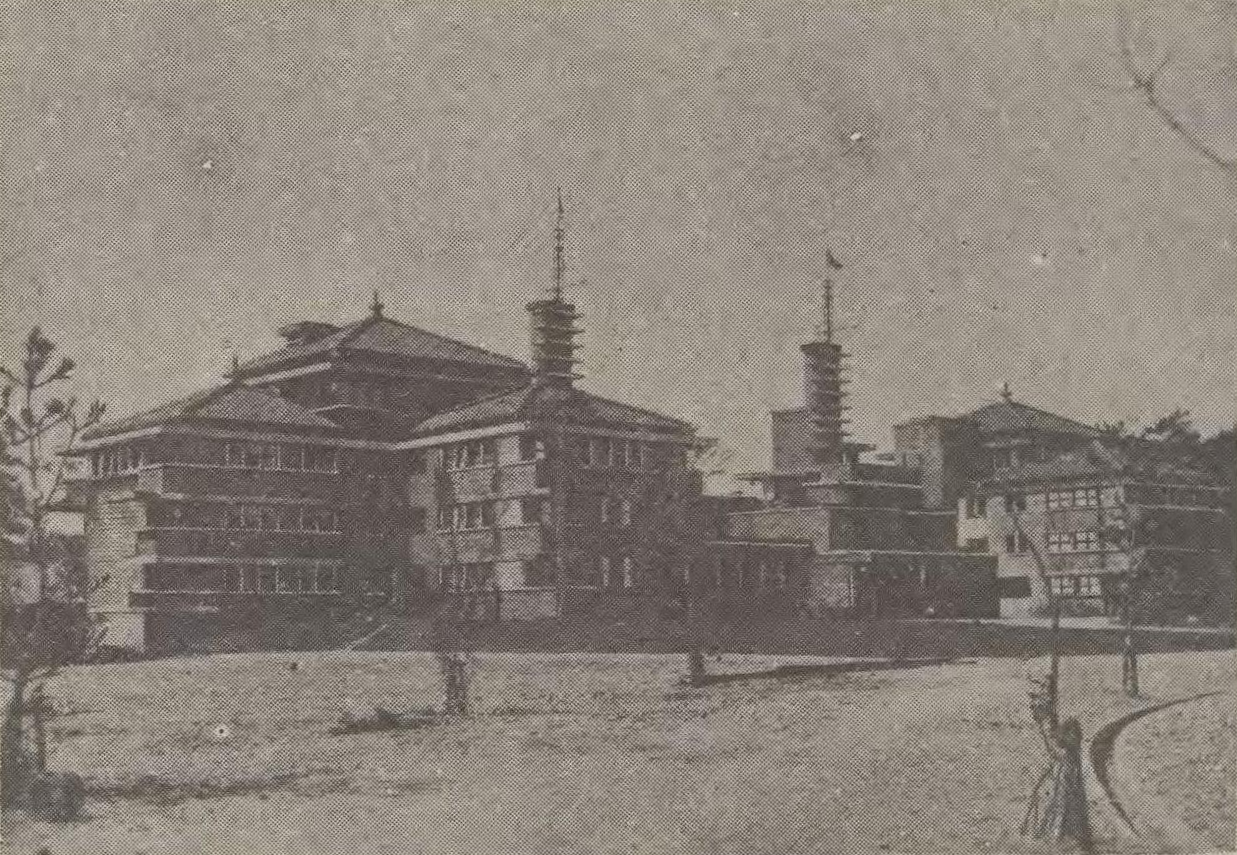
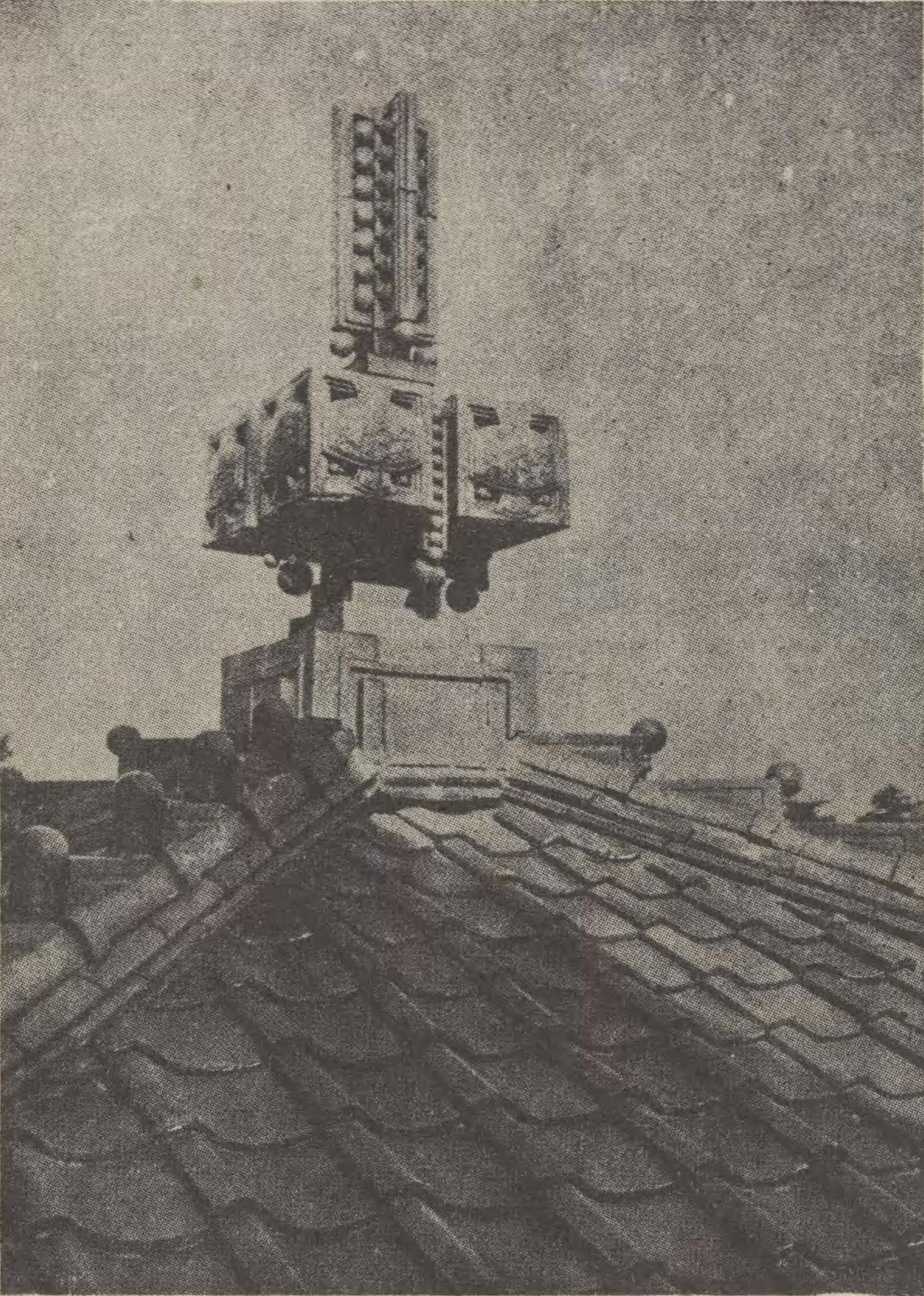